# オシャナ州
オシャナ州（Oshana Region）はナミビアの14の州のうちの一つ。州都はオシャカティ。内陸州であり、ナミビアの州の中では最も小さいが、人口密度は最も高い。